# Punjabia
Punjabia es un género de foraminífero bentónico considerado homónimo posterior de Punjabia Eames, 1952, y sustituido por Cincoriola de la subfamilia Rotaliinae, de la familia Rotaliidae, de la superfamilia Rotalioidea, del suborden Rotaliina y del orden Rotaliida. Su especie tipo era Punjabia ovoidea. Su rango cronoestratigráfico abarcaba el Eoceno.

## Clasificación
Punjabia incluye a la siguiente especie:
- Punjabia ovoidea †